# ملیخوو (استان بلگورود)
ملیخوو (انگلیسی: Melikhovo, Belgorod Oblast) یک شهرک در بخش کوروچانسکی استان بلگورود کشور روسیه است.